# Portoferraio
Portoferraio är den största staden på Elba och kommun i provinsen Livorno i regionen Toscana i Italien. Kommunen hade 12 011 invånare (2018). Staden var under början av 1900-talet känd för sin hamn och sitt järnverk.